# Кавальетто
Кавальетто (итал. Cavaglietto) — коммуна в Италии, находится в регионе Пьемонт, в провинции Новара.
Население составляет 396 человек (2008), плотность населения составляет 66 чел./км². Занимает площадь 6 км². Почтовый индекс — 28010. Телефонный код — 0322.
Покровителем коммуны почитается святой Виктор Мавр, празднование 8 мая.

## Демография
Динамика населения:

## Администрация коммуны
- Официальный сайт: http://www.comune.cavaglietto.no.it/ Архивная копия от 14 октября 2010 на Wayback Machine